# Théophile Aube
Pour les articles homonymes, voir Aube.
Théophile Aube, né à Toulon le 22 novembre 1826 et mort le 31 décembre 1890 dans cette même ville, est un officier de marine et homme politique français du XIXe siècle. Il termine sa carrière avec le grade de vice-amiral.

## Biographie
Menant une carrière principalement coloniale, il est enseigne de vaisseau en 1846, il est contre-amiral en 1880 puis vice-amiral en 1886.
Nommé gouverneur de la Martinique le 20 décembre 1879, il se montre plutôt autoritaire et s'affronte avec certains responsables politiques en place, notamment Marius Hurard. Il quitte la Martinique pour rejoindre son corps d'origine : la marine où il est promu contre-amiral en 1882.
Il doit sa célébrité à avoir été la tête de file de la Jeune École, doctrine navale préconisant le recours à une multitude de petites unités plutôt qu'à des navires de ligne cuirassés. En 1882, il publie un opuscule, La guerre maritime et les ports militaires de la France, qui expose ses théories. Son gendre, le journaliste Gabriel Charmes, rédigera de nombreux articles favorable à cette théorie.
Ministre de la Marine dans le cabinet Freycinet, du 7 janvier 1886 au 29 mai 1887, il peut mettre ses théories en application. À ce poste, il est aussi celui qui autorise la construction du premier sous-marin, le Gymnote.
Après son départ du gouvernement, il n'obtint plus de poste jusqu'à sa mort. Il demanda même que ne lui soient pas, à sa mort, rendus les honneurs militaires.
Le croiseur Amiral Aube, lancé le 9 mai 1902 a porté son nom. Il a été décoré comme Grand-officier de la Légion d'honneur en 1888.
Une Préparation Militaire Marine porte également son nom depuis 2004, à Troyes dans l'Aube. Située sur la base Air de Prunay-Belleville, la PMM « Amiral AUBE » forme une soixantaine de jeunes par an aux rudiments de la mer et à la vie de marin militaire.

## Œuvre
- De la Marine française, Rochefort, 1874 ;
- Un nouveau droit maritime international, Paris 1875 ;
- Entre deux campagnes, 1881 ;
- La guerre maritime et les ports militaires de la France, Paris, 1882 ;
- Italie et Levant, Paris, 1884 ;
- A terre et à bord, Paris, 1884 ;
- « Défense nationale, défense des colonies », dans Atlas Colonial, H. Mager ed., Paris, 1885.

### Sources et bibliographie
: document utilisé comme source pour la rédaction de cet article.
- Rémi Monaque, « L'amiral Aube, ses idées, son action », dans L'évolution de la pensée navale (dir. Hervé Coutau-Bégarie), p. 133 & s., Economica, 1994.
- Martin Motte, Une éducation géostratégique: la pensée navale française de la Jeune École à 1914, Paris, Economica, 2004,
- Paul Baquiast, La Jeune École de la Marine française, la presse et l'opinion publique, mémoire de DEA sous la direction du professeur Jean Meyer, Paris IV, 1987
- Michel Depeyre, Entre vent et eau, un siècle d'hésitations tactiques & stratégiques 1790-1890, Economica, Paris 2003  (ISBN 2-7178-4701-4).
- Michel Vergé-Franceschi (dir.), Dictionnaire d'Histoire maritime, 2002, Robert Laffont, coll. « Bouquins »  (ISBN 2-221-08751-8).
- (de + fr) Volkmar Bueb, Die « Junge Schule » der französischen Marine. Strategie und Politik 1875-1900, Harald Boldt Verlag, Boppard am Rhein 1971. En: Militärgeschichtliches Forschungsinstitut (Editeur): Wehrwissenschaftliche Forschungen, Département Militärgeschichtliche Studien, Volume 12. (En allemand avec des citations en français. Le titre veut dire : « La Jeune École » de la marine française. Stratégie et politique entre 1875 et 1900  (ISBN 3-7646-1552-4). «… la seule étude vraiment exhaustive du sujet » selon Francois-Emmanuel Brézet). Le livre est épuisé. Seulement dans les bibliothèques scientifiques.
- Étienne Taillemite, Dictionnaire des marins français, Tallandier, 2002, 576 p. (ISBN 978-2-84734-008-2), p. 16-17.